# Der Januskopf
Der Januskopf is een Duitse horrorfilm uit 1920 onder regie van Friedrich Wilhelm Murnau. Het scenario is gebaseerd op de roman The Strange Case of Dr. Jekyll and Mr. Hyde (1886) van de Schotse auteur Robert Louis Stevenson. De film is wellicht zoekgeraakt.

## Verhaal
Dr. Warren besluit een toverbeeldje cadeau te doen aan zijn vriendin Jane. Ze weigert het beeldje aan te nemen. Door de toverkrachten verandert dr. Warren in mr. Connor. Dit monster schaakt Jane en neemt haar mee naar zijn lab. Wanneer hij weer verandert in dr. Warren, realiseert hij zich dat hij zo snel mogelijk van het beeldje moet zien af te komen.

## Rolverdeling
| Acteur             | Personage                 |
| ------------------ | ------------------------- |
| Conrad Veidt       | Dr. Warren / Mr. O'Connor |
| Magnus Stifter     | Vriend van dr. Warren     |
| Margarete Schlegel | Grace / Jane              |
| Béla Lugosi        | Bediende van dr. Warren   |